# Đàng Trong

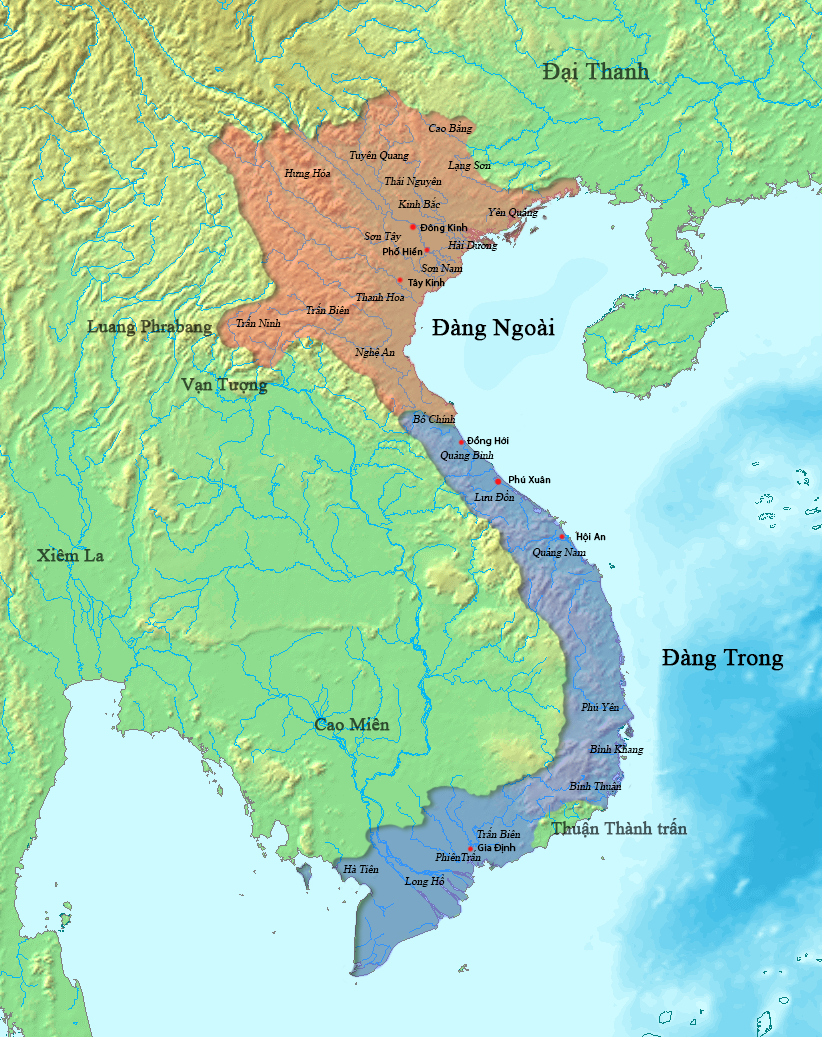
Đàng Trong và Đàng Ngoài (1757).

Đàng Trong (chữ Nôm: 唐冲), hay Nam Hà (chữ Hán: 南河) là tên gọi vùng lãnh thổ Đại Việt do chúa Nguyễn kiểm soát, xác định từ sông Gianh (Quảng Bình) trở vào Nam. Bắt đầu từ năm 1600, khi từ Bắc trở về Thuận Hóa, Nguyễn Hoàng đã xây dựng một thế lực độc lập, điều này dẫn tới nội chiến chia cắt hai miền vào năm 1627, và các đời chúa Nguyễn tiếp sau ở thế đối đầu với thế lực chúa Trịnh (cho đến khi quân Tây Sơn đánh đổ cả 2 dòng chúa và thống nhất 2 miền). Tuy nhiên, các chúa Nguyễn vẫn công nhận Đàng Trong là một phần lãnh thổ của nước Đại Việt do vua Lê nắm quyền tối cao, họ tự coi mình là quan nhà Lê, thay mặt vua Lê cai trị vùng đất này mà thôi.

## Từ nguyên
Vốn dĩ các đời chúa Nguyễn vẫn sử dụng tên "An Nam" trong các tài liệu, thư từ ngoại giao. Trong khi đó, các tài liệu ngoại quốc đương thời gọi xứ Đàng Trong là Quảng Nam Quốc (廣南國), hay Canglan, Quinan (tiếng Hà Lan), Cochinchina (tiếng Bồ Đào Nha, Tây Ban Nha, Anh) và Cocincina (tiếng Ý, Latinh).
Theo nhà nghiên cứu Thụy Khuê:
| “                                                 | Tuy nhiên, những chữ Đàng Trong Đàng Ngoài, đã có từ trước, bởi vì trong sách Ký sự Đàng Trong của Cristoforo Borri, viết khoảng 1618-1622, đã thấy ông viết hai chữ Đàng Trong. Riêng tài liệu chữ Bồ của Gaspar d'Amaral, viết ngày 31-12-1632, ở Thăng Long, còn nói đến hai chữ Đàng Trên. Tài liệu này được linh mục Đỗ Quang Chính dịch và ghi lại cả nguyên văn chữ Bồ: ... đàng tlaõ, đàng ngoày, đàng tliên: Đàng Trong, Đàng Ngoài, Đàng Trên. Nước này chia làm ba phần "thứ nhất bắt đầu từ phía Nam, gọi là Đàng Trong, có nghiã là đường ở phiá trong; thứ nhì, Đàng Ngoài, có nghiã là đường ở ngoài; thứ ba, Đàng Trên, có nghiã là đường ở trên" (à 1°, commeçando do Sul, chamão, đàng tlão, que quer dizer, camiho de dentro; à 2° đàng ngoày, q quer dizer, caminho de fora; à 3°, đàng tlên, que quer dizer, camoinho de cima). Đàng Trên tức là vùng Cao Bằng do nhà Mạc cai trị". Vậy ba chữ "đàng tlaõ, đàng ngoày, đàng tliên (Đàng Trong, Đàng Ngoài và Đàng Trên) đã có từ thời nhà Mạc, nhờ lời giải thích của Gaspar d'Amaral về hai chữ Đàng Trên. Điều này chứng tỏ ông biết rõ lịch sử và địa lý nước ta. Học giả Amaral chính là tác giả bộ tự điển giản yếu Việt-Bồ-La đầu tiên mà Alexandre de Rhodes sẽ dùng để làm tự điển Việt-Bồ-La, sau này. Tóm lại, từ khi Nguyễn Hoàng vào Thuận Hóa, năm 1558, nước Việt đã chia ba: Thuận Hóa và Quảng Nam thuộc địa phận chúa Nguyễn; Thanh Hóa và Nghệ An thuộc vua Lê chúa Trịnh ; Nhà Mạc ở Thăng Long. Đến năm 1593, Trịnh Tùng lấy lại được Thăng Long, họ Mạc bị đuổi lên Cao Bằng. Vậy ít nhất từ năm 1594, khi Mạc Kính Cung trùng tu thành cũ Cao Bằng để lập kinh đô, thì trong tiếng Việt đã có thêm hai chữ Đàng Trên, chỉ vùng đất phía Bắc, thuộc nhà Mạc. Nhờ nhà Minh can thiệp, nhà Mạc giữ được Cao Bằng, tức là Đàng Trên, 83 năm nữa, đến 1677, mới bị dứt hẳn. Những tiếng Đàng tlaõ, đàng ngoày, đàng tliên, được Gaspal d'Amaral ghi lại bằng chữ quốc ngữ, từ năm 1632, vừa chứng tỏ sự hiểu biết sâu xa về địa lý chính trị đất Bắc và cách viết chữ quốc ngữ của ông; vừa nói lên việc chia ba đất nước, từ khi họ Mạc chạy lên Cao Bằng. Và kể từ năm 1594, ba tên gọi Đàng Trong, Đàng Ngoài, Đàng Trên đã có trong dân gian. | ” |
| — Thụy Khuê, Truyền giáo và quốc ngữ, Paris, 2023 | |   |

## Lịch sử

Xứ Đàng Trong (Cochinchine) với quần đảo Hoàng Sa (Isles Pracel (Baixos de Chapar de Pullo Scir)), trong bản đồ của Joachim Ottens, năm 1710.

Nguồn gốc sâu xa của sự phân chia Đàng Trong-Đàng Ngoài phải kể từ sự kiện năm 1527, Mạc Đăng Dung phế bỏ vua Lê Cung Hoàng lập nên nhà Mạc. Sự kiện giết vua đoạt quyền, dâng đất cầu lợi cho nhà Minh của Mạc Đăng Dung khiến lòng dân không phục.
Nhiều cuộc khởi nghĩa nổ ra, đáng chú ý nhất là cuộc khởi nghĩa của Nguyễn Kim, một tướng cũ của nhà Lê do không thần phục nhà Mạc đã chạy sang Lan Xang (Lào), được vua Sạ Đẩu cho lập bản doanh và tìm được Lê Ninh dòng dõi nhà Lê năm 1533, với danh nghĩa phù Lê các lực lượng khác tề tựu về Nguyễn Kim để diệt Mạc.
Năm 1543, quân của Nguyễn Kim đánh chiếm Tây Đô (Thanh Hoá). Hoạn quan nhà Mạc là Dương Chấp Nhất đầu hàng.
Năm 1545, Dương Chấp Nhất dâng dưa độc cho Nguyễn Kim, Kim ăn vào mà chết. Chấp Nhất bỏ trốn về nhà Mạc. Con rể Nguyễn Kim là Trịnh Kiểm lên thay cầm quyền chỉ huy quân đội và Trịnh Kiểm đã tìm cách loại trừ phe cánh của Nguyễn Kim.
Con trai đầu của Nguyễn Kim là Nguyễn Uông bị ám hại, con trai thứ Nguyễn Hoàng lo sợ hoàn cảnh của mình đã tìm gặp Nguyễn Bỉnh Khiêm để xin gợi ý. Nguyễn Bỉnh Khiêm đã mở lối đi mới, ảnh hưởng to lớn đến Việt Nam sau này bằng câu nói:
Hoành Sơn nhất đái, khả dĩ dung thân
(sau này nhà Nguyễn sửa lại câu sấm thành:"Hoành Sơn nhất đái, vạn đại dung thân" với hy vọng giữ được cơ nghiệp muôn đời)
Nguyễn Hoàng đã nhờ sự giúp đỡ của chị ruột Bảo Ngọc là vợ Trịnh Kiểm xin vào trấn thủ ở Thuận Hóa. Năm 1558, Nguyễn Hoàng đã cũng gia quyến, thân thuộc, tướng lĩnh đi vào Thuận Hóa.
Năm 1569, Nguyễn Hoàng ra Thanh Hóa yết kiến Lê Anh Tông, giúp Nam triều đánh nhà Mạc, rồi đến phủ Thái sư lạy mừng Trịnh Kiểm. Trịnh Kiểm hài lòng, phong cho ông trấn thủ luôn đất Quảng Nam. Nguyễn Hoàng làm Tổng Trấn tướng quân kiêm quản cả xứ Quảng Nam.
Năm 1570, Trịnh Kiểm mất, hai con là Trịnh Cối và Trịnh Tùng tranh giành ngôi Chúa.
Năm 1593, Nguyễn Hoàng đưa quân ra Bắc Hà giúp Trịnh Tùng đánh dẹp họ Mạc trong 8 năm trời, rồi bị họ Trịnh lưu giữ lại do lo sợ sự cát cứ và thế lực lớn mạnh của ông.
Năm 1599, Nguyễn Hoàng nhân có nổi loạn chống lại với họ Trịnh ở cửa Đại An (thuộc Nam Định), ông xin Trịnh Tùng cho mình đánh dẹp, để người con thứ năm là Hải và cháu là Hắc làm con tin. Sau đó ông kéo quân theo đường hải đạo về Thuận Hoá.
Sau khi trở về, Nguyễn Hoàng đã quyết tâm xây dựng một thế lực độc lập, nhưng vẫn duy trì nộp thuế hàng năm cho chính quyền họ Trịnh vì biết rằng lực lượng quân sự chưa thể trực tiếp đối đầu. Ông lo phát triển cơ sở, mở mang bờ cõi, phòng bị quân Trịnh vào đánh phá.
Năm 1613, Nguyễn Hoàng qua đời. Con là Nguyễn Phúc Nguyên lên thay. Nguyễn Phúc Nguyên tiếp tục ý chí của cha, tăng cường sức mạnh kinh tế, quân sự, mở rộng lãnh thổ về phía Nam và khuyến khích di dân lập ấp.
Năm 1620, Chúa Phúc Nguyên ngừng nộp thuế cho chính quyền Lê-Trịnh đàng ngoài.
Năm 1627, Chúa Trịnh Tráng mới sai quan vào Thuận Hóa đòi tiền thuế từ ba năm về trước. Chúa Sãi (Nguyễn Phúc Nguyên) tiếp sứ nhưng không chịu nộp thuế. Chúa Trịnh lại sai sứ mang sắc vua Lê vào dụ Chúa Sãi cho con ra chầu, và đòi nộp 30 con voi cùng 30 chiếc thuyền để đưa đi cống nhà Minh. Chúa Sãi không chịu.
Biết rằng họ Nguyễn ly khai, không chịu thần phục nữa, tháng 3 năm 1627, chúa Trịnh mang quân đi đánh họ Nguyễn. Sự kiện này đánh dấu sự chia tách hoàn toàn cả về lý thuyết và thực tế của xứ Thuận Quảng tức Đàng Trong của Chúa Nguyễn với Đàng Ngoài của Chúa Trịnh. Nó cũng tạo ra thời kỳ Trịnh-Nguyễn phân tranh kéo dài 45 năm, từ 1627 đến 1672, với 7 cuộc đại chiến của 2 bên. Dân tình quá khổ cực, chán nản, hai họ Trịnh, Nguyễn phải ngừng chiến, lấy sông Gianh làm ranh giới chia cắt lãnh thổ, miền Nam sông Gianh–Rào Nan thuộc quyền chúa Nguyễn, được gọi là Đàng Trong.

## Chính trị, quân sự

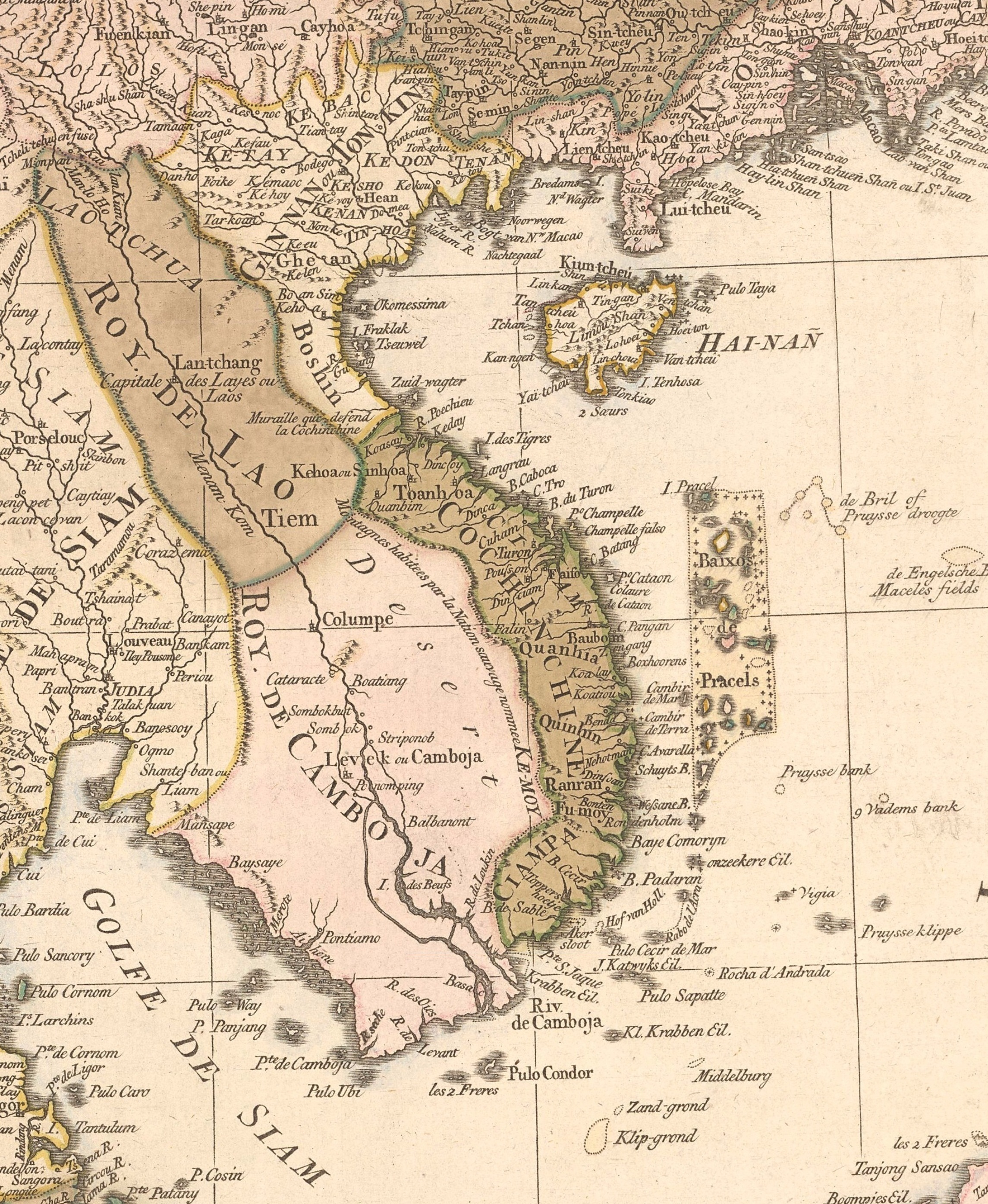
Bản đồ Việt Nam khoảng năm 1760, vẽ bởi công ty Cóvens e Mortier, Amsterdam. Đàng Trong được gọi là Cochinchine.

Thời Nguyễn Hoàng, họ Nguyễn vẫn thần phục chính quyền Lê-Trịnh trong chính thể Đại Việt thống nhất.
Năm 1558, Nguyễn Hoàng nhậm chức trấn thủ Thuận Hóa.
Năm 1569 kiêm nhận trấn thủ Quảng Nam.
Năm 1593, Nguyễn Hoàng đưa quân ra Bắc Hà giúp Trịnh Tùng đánh dẹp họ Mạc trong 8 năm trời rồi bị họ Trịnh lưu giữ lại do lo sợ sự cát cứ và thế lực lớn mạnh của ông.
Thế đối đầu Nam-Bắc triều chấm dứt khi Trịnh Tùng tiến chiếm được thành Thăng Long, và bắt giết được Mạc Mậu Hợp vào cuối năm 1592, họ Mạc chạy lên Cao Bằng.
Thời Nguyễn Phúc Nguyên bắt đầu xây dựng một vương triều độc lập ở Đàng Trong, từng bước ly khai khỏi chính quyền vua Lê - chúa Trịnh ở Đàng Ngoài. Thế đối đầu Đàng Trong- Đàng Ngoài bắt đầu hình thành.
Năm 1629, Chúa Sãi tạm nhận sắc phong từ Chúa Trịnh để dồn lực đối phó với quân Chăm Pa và lưu thủ Văn Phong làm phản. Tránh cuộc đối đầu từ cả hai phía Bắc- Nam. Năm 1630, Chúa Sãi đã làm theo kế của Đào Duy Từ trả lại sắc cho vua Lê - chúa Trịnh.

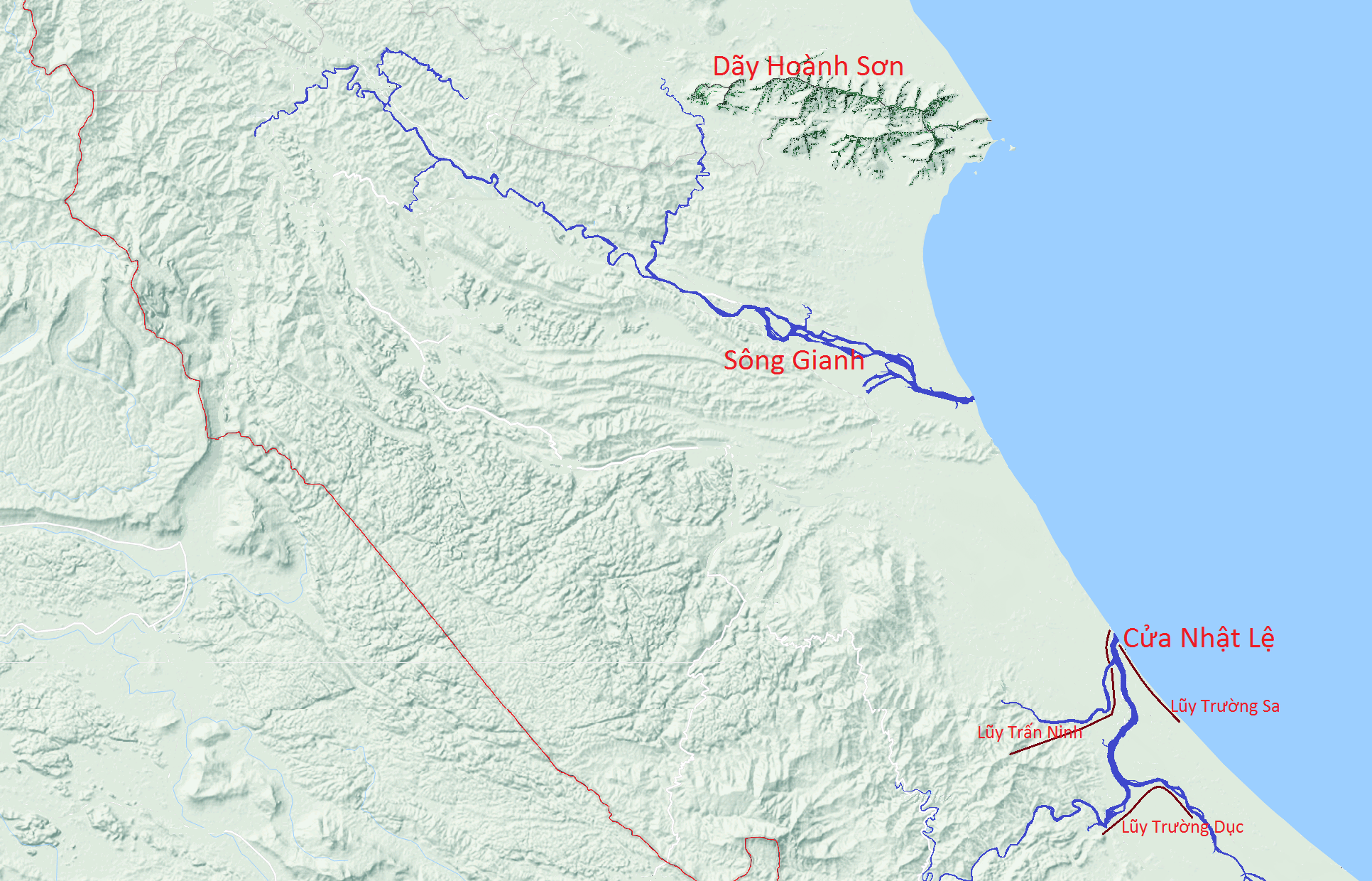
Bản đồ thể hiện các địa danh.
Hoành Sơn- Sông Gianh- Cửa Nhật Lệ- Lũy Thầy

Chúa Sãi cho xây gấp lũy Thầy để phòng bị những cuộc tấn công của quân Trịnh, lũy phòng thủ này đã ngăn chặn hiệu quả các cuộc tấn công từ Đàng Ngoài, tính hữu dụng của nó nhanh chóng được chứng minh qua cuộc tấn công tiếp theo năm 1633.
Sang các thời chúa Nguyễn sau tiếp tục củng cố chính quyền Đàng Trong và mở rộng lãnh thổ về phía nam. Sau nhiều cuộc tấn công, tới cuối thế kỷ 17, họ Nguyễn chinh phục lãnh thổ Chiêm Thành (vốn đã suy yếu từ cuộc tấn công của Lê Thánh Tông năm 1471).
Năm 1744, chúa Nguyễn Phúc Khoát xưng vương và Phú Xuân được gọi là Đô thành, nhưng vẫn dùng niên hiệu vua Lê và không đặt quốc hiệu riêng. Ông đúc ấn "quốc vương" thay cho các ấn "Thái phó quốc công" và "Tổng trấn tướng quân" của các đời trước.
Giai đoạn này người ngoại quốc đến giao thương với Việt Nam thường dùng tên gọi Cochinchine để chỉ vùng lãnh thổ này.

## Hành chính
Trị sở chính quyền đóng tại Chánh dinh. Chánh dinh di chuyển qua nhiều nơi và từ 1687 dời về Phú Xuân.
Các địa điểm đặt Chánh dinh của Chúa Nguyễn:
- Ái Tử (1558 – 1570)
- Trà Bát (1570-1600)
- Dinh Cát (1600 – 1626)
- Phước Yên (1626 – 1636)
- Kim Long (1636 – 1687)
- Phú Xuân lần thứ nhất (1687 – 1712)
- Bác Vọng (1712 – 1738)
- Phú Xuân lần hai (1738 -1775)

Từ khi ly khai Đàng Ngoài, Chúa Phước Nguyên đã tiến hành cải tổ lại bộ máy hành chính. Lãnh thổ được chia theo Thừa Tuyên hay Xứ, phân thành Chánh Dinh, Dinh ngoài. Dưới dinh là các phủ huyện.
Được chia ra 7 dinh: Chánh Dinh (Phú Xuân), Cựu Dinh (Ái Tử, Triệu Phong, Quảng Trị), Quảng Bình, Vũ Xá, Bố Chánh, Quảng Nam và Trấn Biên.
Mỗi dinh có thể coi như một tỉnh hiện nay. Hành chính có chức quan lưu thủ đứng đầu, quân sự thì có chức quan tuần thủ chỉ huy.
Khi xưng vương, Nguyễn Phước Khoát đổi ba ty thành Lục bộ gồm Lại bộ, Lễ bộ, Hộ bộ, Hình bộ, Công bộ, Binh bộ.
Ban đầu, Đàng Trong chỉ bao gồm 2 trong số 13 trấn của nước Đại Việt là Thuận Hóa và Quảng Nam (11 trấn còn lại do chúa Trịnh cai quản ở Đàng Ngoài). Đến giữa thế kỷ 18, khi Nguyễn Phúc Khoát xưng vương, họ Nguyễn đã làm chủ vùng lãnh thổ từ Hoành Sơn đến Cà Mau hiện nay. Toàn bộ lãnh thổ Đàng Trong được chia thành 12 dinh và 1 trấn.
Đàng Trong chia làm các dinh, trấn, năm 1744 có 12 dinh: (Bố Chính, Quảng Bình, Lưu Đồn, Cựu Dinh, Chánh Dinh, Quảng Nam, Phú Yên, Bình Khang, Bình Thuận, Trấn Biên, Phiên Trấn, Long Hồ) và 1 trấn (Hà Tiên). Mỗi dinh cai quản một phủ, dưới phủ có huyện, tổng, xã.

## Giáo dục khoa cử
Vì Đàng Trong mới hình thành, Nho học tại đây chưa có vị trí sâu, rộng như ở Đàng Ngoài. Thời kỳ đầu, các chúa Nguyễn bổ nhiệm quan lại đều lấy con em quý tộc và theo sự tiến cử của quan lại địa phương. Nhưng do nhu cầu cần nhân tài cho bộ máy cai trị, các chúa Nguyễn đã từng bước xúc tiến việc học tập và thi cử.
Từ năm 1632, Nguyễn Phúc Nguyên thi hành chính sách duyệt tuyển: 3 năm một lần tuyển nhỏ, 6 năm một lần tuyển lớn. Năm 1646, chúa Nguyễn mở khoa thi Thu đầu tiên, gọi là Thu vi hội thí (Thi hội mùa thu). Từ đó định ra lệ thi 9 năm 1 lần, chia làm 2 khoa Chính đồ và Hoa văn.
Chúa Nguyễn Phúc Lan bắt đầu mở khoa thi năm 1647, lấy 7 người trúng chính đồ, 24 người trúng hoa văn, đều được bổ dụng.
Định phép thi 9 năm một kỳ. Ra lệnh cho các học trò về khoa chính đồ và khoa hoa văn đều đến công phủ để ứng thi.
- Chính đồ thi 3 ngày: Ngày thứ nhất thi tứ lục. Ngày thứ hai thi thơ phú. Ngày thứ 3 thi văn sách

Lấy văn chức, tri phủ, tri huyện làm sơ khảo; cai bạ, ký lục, nha úy làm giám khảo; nội tả, nội hữu, ngoại tả, ngoại hữu làm giám thí.
Người thi trúng thì làm danh sách đẻ tiến lên, định làm 3 hạng giáp, ất, bính.
Hạng giáp là giám sinh, bổ tri phủ tri huyện; hạng ất làm sinh đồ, bổ huấn đạo; hạng bính cũng làm sinh đồ, bổ lễ sinh hoặc cho làm nhiêu học mãn đại.
- Hoa văn thi 3 ngày, mỗi ngày đều viết một bài thơ. Người trúng cũng chia làm 3 hạng, bổ làm việc ở ba ty Xá sai, Lệnh sử và Tướng thần lại và cho làm nhiêu học.

Năm 1660, Nguyễn Phúc Tần cho mở kỳ thi Hội, lấy đỗ 5 người thi Chính đồ và 15 người thi Hoa văn. Những người thi đỗ được vào Chánh dinh (Phú Xuân) thi Đình.
Thời Nguyễn Phúc Tần, thể lệ liên tục thay đổi, có sự hạn chế người đi thi. Sang thời Nguyễn Phúc Trăn, chính quyền phục hồi lại thể lệ hạn chế thi cử thời trước. Từ đó thi Nhiêu học mới được tiến hành đều đặn.
Năm 1740, chúa Nguyễn Phúc Khoát cho định lại phép thi mùa Thu và quyền lợi của người đỗ. Năm 1768, Nguyễn Phúc Thuần cho mở kỳ thi Hương đầu tiên và cũng là khoa thi cuối cùng trong việc khoa cử ở Đàng Trong.

## Kinh tế
Giai đoạn đầu Đàng Trong lãnh thổ là vùng Thuận Quảng chủ yếu là đồi núi đan xen với những đồng bằng nhỏ hẹp, cộng với điều kiện tự nhiên khắc nghiệt nên dân cư thưa thớt. Chính quyền trung ương không quan tâm nhiều đến việc phát triển vùng biên giới, nó chỉ coi là vùng đệm với quốc gia phía Nam.
Kể từ khi Nguyễn Hoàng vào trấn thủ vùng Thuận Quảng, và có ý định gây dựng cơ đồ tại đây thì cuộc sống lưu dân mới bắt đầu có những thay đổi đáng kể, nó khuyến khích làn sóng dân di cư, khai phá mở rộng những vùng đất hoang, đặc biệt là mở rộng ngoại thương ở mức chưa từng có trong lịch sử.
Những chính sách ban đầu của Nguyễn Hoàng tạo điều kiện thuận lợi như năm 1597 cho lưu dân khai khẩn tại Phú Yên, năm 1608 xứ Thuận Quảng được mùa tạo ra làn sóng dân di cư, binh lính đầu hàng trong những trận chiến đều được vỗ về cho đi khai phá vùng đất mới.

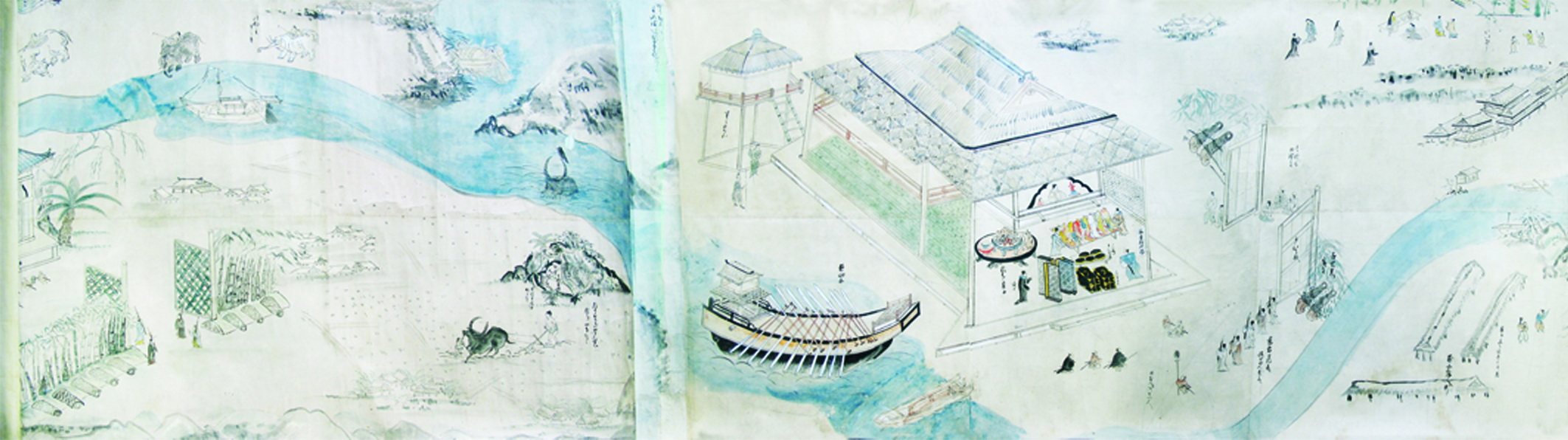
Hội An trong bức họa Giao Chỉ quốc mậu dịch độ hải đồ

Nguyễn Hoàng tạo sự bứt phá về ngoại thương khi cho hoạt động cảng thị Hội An, ông còn viết nhiều thư trao đổi, bàn bạc chuyện buôn bán với chính quyền Tokugawa (chính quyền quân sự ở Nhật Bản), cho phép người nước ngoài mở phố riêng.
Từ khi khai phá vùng Nam Bộ, các chúa Nguyễn có chính sách quan tâm đến nông nghiệp. Hàng loạt con sông và kênh được đào vét ở Thuận Quảng, điển hình như kênh Trung Đan và Mai Xá. Sang thế kỷ 18, những vùng đất hoang vu ở Nam Bộ đã trở thành ruộng phì nhiêu, ruộng tốt bậc nhất Đại Việt. Nghề nông Đàng Trong đã tạo ra 26 giống lúa nếp và 23 giống lúa tẻ.
Về cơ bản, Đàng Trong có những nét tương đồng trong phát triển thủ công nghiệp so với Đàng Ngoài. Do sự tác động từ sự du nhập của khoa học kỹ thuật phương Tây, thủ công nghiệp Đàng Trong không chỉ phát triển về quy mô mà còn xuất hiện nhiều ngành nghề mới như đóng tàu, thuyền, đúc súng, khai thác mỏ. Trong ngành khai thác mỏ, Đàng Trong không có nhiều tài nguyên khoáng sản như Đàng Ngoài, chỉ có một số mỏ sắt và mỏ vàng.
Nhiều đô thị ven biển, ven sông phát đạt, có quan hệ mậu dịch với các nước Đông Á, Đông Nam Á và một số nước phương Tây. Hội An, Thanh Hà (gần Huế), Gia Định và những đô thị và hải cảng nổi tiếng.
Cùng sự mở mang đất đai vào phía nam, các chợ cũng hình hành ngày càng nhiều vì nhu cầu trao đổi hàng hóa. Sự phát triển của kinh tế hàng hóa đã dẫn đến sự hình thành các luồng buôn bán lưu thông hàng hóa giữa các vùng trong nước.

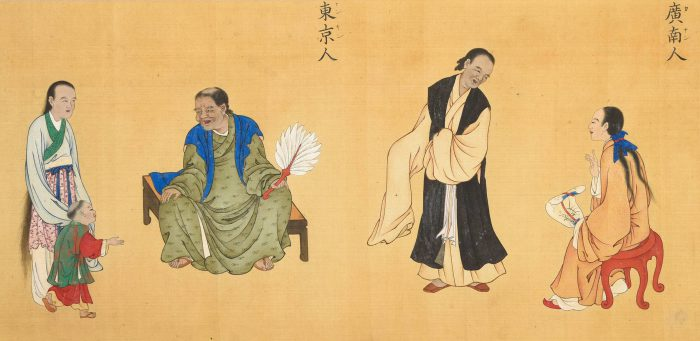
Tranh vẽ người dân Việt Nam thế kỷ 17 từ sách Vạn quốc nhân vật đồ quyển vật (万国人物図巻物): bên trái là người Đông Kinh (Đàng Ngoài), bên phải là người Quảng Nam (Đàng Trong).

Dù bị các chúa Trịnh và chúa Nguyễn ngăn cấm, giữa Đàng Trong và Đàng Ngoài vẫn có luồng buôn bán trao đổi không chính thức.

## Đàng Trong sụp đổ
Từ giữa thế kỉ 18, chế độ chúa Nguyễn suy đồi, khởi nghĩa nông dân bùng nổ và cuối cùng phong trào Tây Sơn đã lật đổ chế độ chúa Nguyễn. Năm 1786, chấm dứt sự phân chia Đàng Trong-Đàng Ngoài.
Sau khi Võ Vương Nguyễn Phúc Khoát chết, chính quyền họ Nguyễn rơi vào tay quyền thần Trương Phúc Loan. Loan thao túng triều chính, tự xưng là "Quốc phó", giết Nguyễn Phúc Luân (cha Nguyễn Phúc Ánh) và lập Nguyễn Phúc Thuần, lúc đó mới 12 tuổi lên ngôi, tức là Định vương.
Năm 1769, vị vua mới của nước Xiêm là Taksin tức Trịnh Quốc Anh tung ra một cuộc chiến nhằm tìm cách lấy lại quyền kiểm soát nước Chân Lạp vốn chịu nhiều ảnh hưởng của chúa Nguyễn. Chúa Nguyễn buộc phải lùi bước khỏi những vùng đất mới chiếm.
Năm 1771, anh em Tây Sơn do Nguyễn Nhạc cầm đầu nổi dậy chống chúa Nguyễn. Năm 1773, Tây Sơn chiếm được Quy Nhơn. Do sự can thiệp của Đàng Ngoài, năm 1774 chúa Trịnh điều binh đánh chiếm Phú Xuân, chính quyền họ Nguyễn phải rút vào Nam Bộ.
Tây Sơn thần phục họ Trịnh và dồn sức tấn công họ Nguyễn. Năm 1777, hai chúa Nguyễn Phúc Thuần và Nguyễn Phúc Dương bị Tây Sơn bắt giết. Nguyễn Ánh được dựng làm chúa để kế tục. Sau nhiều nỗ lực gây dựng lại cơ nghiệp không thành, kể cả việc cầu ngoại binh của Xiêm La (1784), Nguyễn Ánh bại trận phải chạy sang Xiêm lưu vong. Không lâu sau chính quyền họ Trịnh ở Đàng Ngoài cũng bị Tây Sơn tiêu diệt (1786), chính thể Đàng Ngoài và Đàng Trong chấm dứt.

### Nguyên nhân
Chính sự họ Nguyễn ngay từ thời Nguyễn Phước Khoát đã gây những ảnh hưởng tiêu cực cho dân chúng. Hệ thống thuế khóa phức tạp, cồng kềnh, nặng nề, quan dưới lạm thu khiến dân phải nộp nhiều hơn quy định. Thuế thổ sản có tới hàng ngàn thứ, tính cả những sản vật nhỏ nhặt. Năm 1741, Phúc Khoát ra lệnh truy thu thuế của cả những người bỏ trốn. Tới năm 1765 lại có lệnh truy thu thuế còn thiếu của 10 năm trước
Sang thời Trương Phúc Loan nắm quyền, dân Đàng Trong càng bị bóc lột nặng nền hơn. Loan nổi tiếng là tham lam, vơ vét của công, mua quỵt của các thương nhân nước ngoài. Có đợt sau trận lụt, nhà Loan bày vàng ra phơi "sáng chóe" cả sân.
Thất bại trước những cuộc đụng độ với Xiêm La cộng với sưu thuế nặng nề cùng tình trạng tham nhũng tại địa phương khiến cho chính quyền họ Nguyễn đã yếu càng yếu thêm. Đó chính là thời cơ để ba anh em Tây Sơn bắt đầu khởi nghĩa chống lại chúa Nguyễn.

## Ảnh hưởng lịch sử
Hai triều đại quân chủ cuối cùng trong lịch sử Việt Nam là nhà Tây Sơn (1778–1802) và nhà Nguyễn (1802–1945) đều có điểm chung là các triều đại được thiết lập bởi những người sinh trưởng trên đất Đàng Trong ở thế kỷ 18. Nhà Tây Sơn do ba anh em Nguyễn Nhạc, Nguyễn Huệ và Nguyễn Lữ sáng lập. Còn nhà Nguyễn do Nguyễn Phúc Ánh, một hậu duệ trực hệ của các chúa Nguyễn (1558–1777), sáng lập sau khi đánh bại nhà Tây Sơn. Đây là 2 triều đại có nhiều điểm khác biệt so với các triều đại trước đó của người Việt. Họ về cơ bản lấy đất Đàng Trong làm thủ phủ cai trị mà không phải là Thăng Long như truyền thống. Họ cũng kiểm soát một lãnh thổ rộng lớn với biên độ phát triển của các vùng miền (về kinh tế, văn hóa, sắc tộc...) lớn hơn bất cứ triều đại nào từng đóng đô ở đất Bắc Hà. Một trong những đóng góp lớn nhất của 2 triều đại này với lịch sử dân tộc Việt Nam là đã nối tiếp nhau hoàn thành công cuộc thống nhất và đồng thời mở rộng lãnh thổ đất nước sau hàng trăm năm bị chia cắt bởi các cuộc tranh giành quyền lực giữa các thế lực lớn Mạc-Trịnh-Nguyễn kể từ khi nhà Lê sơ (1428–1527) sụp đổ.
Lịch sử hình thành và phát triển của nhiều đô thị trên dải đất miền Nam như Thanh Hà – Bao Vinh, Phú Xuân – Huế, Hội An, Mỹ Tho, Cù lao Phố (Nông Nại đại phố), Sài Gòn – Chợ Lớn – Gia Định, Hà Tiên... đều cơ bản bắt nguồn từ thế kỷ 17 trở đi với những cuộc di dân lớn chủ yếu từ các vùng đất thuộc xứ Thanh, xứ Nghệ, Quảng Bình và cả miền Nam Trung Quốc sau khi nhà Thanh diệt nhà Minh (xem cụ thể ở bài viết về người Minh Hương). Với một khoảng thời gian trên dưới 200 năm (1600–1800), dải đất Đàng Trong cơ bản có một nhịp độ phát triển kinh tế-xã hội năng động hơn hẳn Đàng Ngoài. Cần nhớ rằng, bên cạnh đô thị truyền thống là kinh đô Thăng Long thì Đàng Ngoài chỉ phát triển được thêm một đô thị Phố Hiến mang vai trò là đô thị vệ tinh của Thăng Long. Trong khi đó ở Đàng Trong, các chúa Nguyễn nhận biết rõ những ưu và nhược điểm của xứ mình nên dần hình thành tầm nhìn kinh tế năng động hơn hẳn các chúa Trịnh ở Đàng Ngoài và cả các vua nhà Nguyễn sau này. Bởi vậy với tư cách là những nhà cai trị thực quyền trên đất phương Nam (thay vì vua nhà Lê trung hưng), các chúa Nguyễn đã khôn ngoan đón nhận và tận dụng cộng đồng di dân vùng Hoa Nam (chủ yếu là những người Khách Gia, Phúc Kiến và Quảng Đông vốn đặc biệt năng động và thạo nghề kinh doanh) sau biến loạn cuối thời Minh để điều động họ khai phá và phát triển một loạt các đô thị năng động thương mại nối dài từ Hội An cho đến tận Hà Tiên ngày nay.
Sự hình thành của xứ Đàng Trong lúc đầu là một giải pháp tình thế, bất đắc dĩ, mang tính chất đối phó của hai đời chúa Nguyễn đầu tiên (Nguyễn Hoàng và Nguyễn Phúc Nguyên). Giải pháp mang tính "phản loạn, li khai" này nhằm mục đích trước tiên là bảo tồn lợi ích sống còn của dòng họ Nguyễn, khi họ Trịnh về thực quyền đã thay thế hoàn toàn họ Lê để cai trị cả miền Bắc Hà sau khi đánh bại nhà Mạc (1592). Tuy nhiên trải qua hàng trăm năm hình thành và phát triển, thì dải đất phương Nam thuộc xứ Đàng Trong cũ đã có ảnh hưởng không thể lường tính hết về mọi mặt với lịch sử Việt Nam từ thời trung-cận đại cho đến nay. Không phải đến thời Nguyễn Hoàng thì kế hoạch Nam tiến của người Việt (mà chủ yếu là của tầng lớp cai trị) mới trỗi dậy. Nhưng trước thời Nguyễn Hoàng, người Việt vẫn coi miền đất phương Nam, đặc biệt từ Quảng Trị trở vào, là một chốn "ác địa", nhiều bất trắc, phong thổ lạ lẫm và nhất là một quan hệ phức tạp trong lịch sử giữa 2 tộc người là người Việt và người Chăm. Việc họ Nguyễn đặt chế độ cai trị thực quyền trên dải đất này (mặc dù về danh nghĩa vẫn thần phục nhà Lê Trung Hưng) đã khích lệ những cuộc di dân lớn, không chỉ của người Việt từ Bắc bộ mà còn của một bộ phận không nhỏ người vùng Nam Trung Quốc sau cuộc chuyển giao quyền lực từ Hán tộc sang Mãn tộc vào năm 1644. Xứ Đàng Trong hình thành và phát triển cũng xóa bỏ thế phát triển mang tính thống trị của trung tâm truyền thống là vùng Đồng bằng Bắc bộ với vai trò độc tôn về mọi mặt của Thăng Long. Lịch sử phát triển của một số vùng kinh tế đồng bằng trù phú như Đông Nam Bộ và Tây Nam Bộ (đồng bằng sông Cửu Long) dưới thời các chúa Nguyễn cũng cho thấy xu hướng chuyển dịch dần về phương Nam của quá trình phát triển kinh tế Việt Nam. Thậm chí cho tới ngày nay, ở những thập kỷ đầu tiên của thế kỷ 21 thì xu hướng "Nam tiến" của nguồn lực lao động từ các vùng đồng bằng Bắc Bộ và Bắc Trung Bộ vẫn đang diễn ra mạnh mẽ và áp đảo. Theo số liệu năm 2011, tổng dân số của vùng Đông Nam Bộ là 14.890.800 người (chiếm khoảng 17% dân số cả nước) trên một diện tích tự nhiên 23.597,9 km² (chiếm khoảng 7,5% diện tích cả nước), mật độ dân số là 631 người/km². Theo số liệu điều tra di cư nội địa quốc gia được Tổng cục Thống kê và Quỹ Dân số Liên hợp quốc (UNFPA) công bố tại Hà Nội ngày 16/12/2016 thì vùng Đông Nam Bộ là nơi có tỷ lệ dân di cư đến cao nhất cả nước. Diễn đàn Kinh tế Đông Nam Bộ thường niên trong năm 2017 tại Thành phố Hồ Chí Minh ghi nhận rằng "vùng Đông Nam bộ chiếm khoảng 40% GDP, đóng góp gần 60% thu ngân sách quốc gia, GDP tính theo đầu người cao gần gấp 2,5 lần mức bình quân cả nước; có tỷ lệ đô thị hóa cao nhất nước; tốc độ tăng trưởng kinh tế của vùng luôn cao hơn khoảng 1,4 lần đến 1,6 lần tốc độ tăng trưởng bình quân chung cả nước."